# Мута
Мута (лат. Muta — німа) — італьська німфа, яку боги покарали німотою за надмірну балакучість. Муту називали також Такітою (Мовчазною).